# Carl Tanner (Politiker)
Carl Tanner (* 13. Oktober 1888 in Buus; † 14. November 1962 in Liestal)  war ein Schweizer Politiker.

## Werdegang
Tanner studierte von 1908 bis 1913 Agronomie und Nationalökonomie im Eidgenössischen Polytechnikum bzw. an der ETH Zürich und in Berlin. 1911 legte er den Abschluss zum Ing.-Agr. ab und 1913 promovierte er zum Dr. sc. techn. ETH. Von 1914 bis 1917 war er der Leiter des Schätzungsamts des Schweizerischen Bauernverbandes sowie von 1916 oder 1917 bis 1919 oder 1922 Direktor des Eidgenössischen Brotamts. In der Zeit von 1917 bis 1922 war Tanner freisinniger Regierungsrat für Finanzen im Kanton Basel-Landschaft. Tanner gründete unter anderem die Pensionskasse des basellandschaftlichen Staatspersonals und bereitete dazumal ein neues Steuergesetz vor. Des Weiteren war Tanner von 1917 bis 1922 Bankrat der Basellandschaftlichen Kantonalbank. Von 1919 bis 1922 war er Nationalrat und von 1922 bis 1937 Direktor der Eidgenössischen Alkoholverwaltung sowie von 1933 bis 1946 Verwaltungsratspräsident der Reederei AG, Basel. Aufgrund seiner Mitunterzeichnung der «Eingabe der Zweihundert», erklärte er seinen Rücktritt als Präsident des Verwaltungsrates der Reederei A.G. Basel, da der Bundesrat es im Interesse des Landes erachtete, dass Dr. Tanner nicht mehr als Vertreter des Bundes im Verwaltungsrat der Schweizerischen Reederei A.G. blieb. Von 1932 bis 1960 war er der Präsident der Schweizerischen Genossenschaft für Getreide und Futtermittel (GGF), als Vorgänger von Thomas Holenstein. Von 1954 bis 1961 war er Präsident der Genossenschaft der Importeure von Futtergetreidesaatgut. Tanner war auch Oberst im Generalstab der Schweiz.

## Familie
Carl Tanner war der Sohn von Carl Tanner-Lüdin (1864–1927) und Lina Tanner-Lüdin (1861–1948), Hauseltern der Knaben Erziehungsanstalt Augst und Schillingsrain. Emma Lina-Tanner (1889–1984) war seine Schwester.